# Кунаково
Кунаково — деревня в Парфеньевском районе Костромской области.

## География
Находится в центральной части Костромской области приблизительно в 23 км по прямой на север от центра района села Парфеньево. 

## История
Известна с 1620 года как деревня, данная тогда в вотчину Б.А.Репнину. В 1907 году здесь было учтено 39 дворов. В период существования Костромской губернии деревня относилась к Кологривскому уезду. До 2021 года деревня входила в  Матвеевское сельское поселение.

## Население
Постоянное население составляло 216 человек (1897 год), 216 (1907), 3 в 2002 году (русские 100%), 0 в 2022.